# مبادرة مشاركة الصحة العالمية
مبادرة مشاركة الصحة العالمية هي عبارة عن برنامج تم إطلاقه في يونيو 2010 من قبل مركز دينيس للتميز في علم الجينوم الغذائي في جامعة كالفيورنيا. يخطط البرنامج لتبادل الموارد لتحسين الصحة في الدول النامية؛ وذلك بالتحالف مع المؤسسات البحثية المختلفة والمنظمات الإنسانية والشركات الخاصة حول العالم لتحقيق هذا الهدف.
وسوف تتبع المنظمة نهج التخصصات المتعددة لمكافحة الأمراض المزمنة والمعدية، وتقسم جهودها إلى بحثين رئيسين ويسميان (النواة): وهما جوهر التغذية ونواة المناعة المخاطية. يركز البحث الأول على مكافحة سوء التغذية والآخر على طرق تطوير جديدة لإيصال اللقاحات بشكل أكثر فعالية إلى البلدان النامية. يُميز البرنامج نفسه عن البرامج المماثلة من خلال التركيز على توصيل المنتج المفيد للمستخدم النهائي بدلاً من عملية البحث الأكاديمي.